# ヘンリー・リーマン
ヘンリー・リーマン（Henry Lehman 1821年? - 1855年11月17日）は、ユダヤ-ドイツ系アメリカ人の実業家。リーマン・ブラザーズの創設者。初名はハインリヒ・レーマン（Heinrich Lehmann）。
バイエルン王国（現バイエルン州）のリンパーに生まれる。
1844年にアメリカ合衆国に移住する。アラバマ州モンゴメリーにH・リーマン（H. Lehman）という商会を作る。
1847年に兄弟のエマニュエル・リーマンが移住してきたので、H・リーマン・アンド・ブラザー（H. Lehman and Bro.）に社名を変更する。1850年に兄弟のマイヤー・リーマンも移住してきたので、リーマン・ブラザーズ（Lehman Brothers）に社名を変更する。リーマン兄弟は木綿をあつかっていた。
1855年に黄熱のため死去した。